# Dumas (Arkansas)

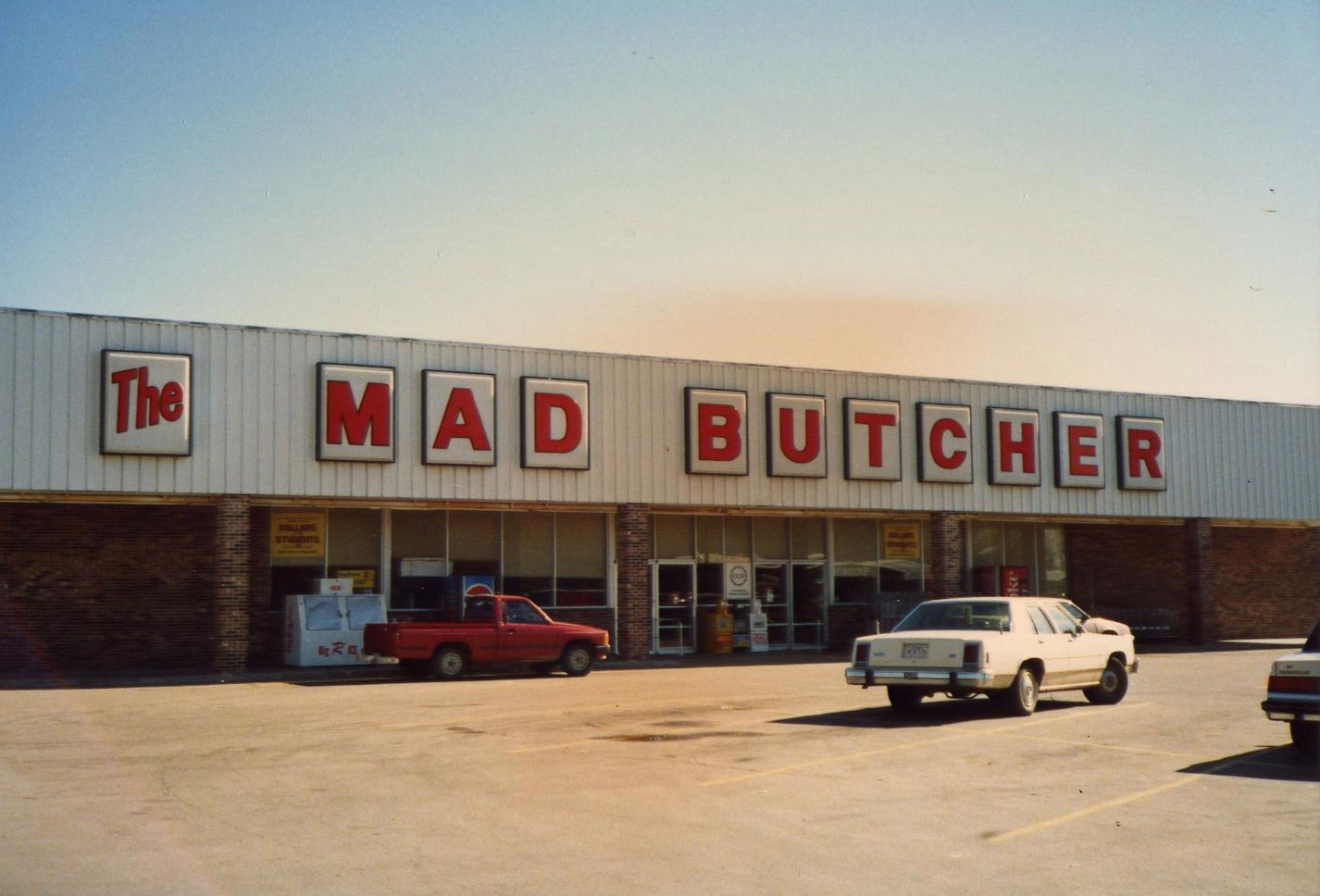
The Mad Butcher in Dumas

Dumas is een plaats (city) in de Amerikaanse staat Arkansas, en valt bestuurlijk gezien onder Desha County.

## Demografie
Bij de volkstelling in 2000 werd het aantal inwoners vastgesteld op 5238.
In 2006 is het aantal inwoners door het United States Census Bureau geschat op 4785, een daling van 453 (-8,6%).

## Geografie
Volgens het United States Census Bureau beslaat de plaats een oppervlakte van
7,7 km², geheel bestaande uit land. Dumas ligt op ongeveer 50 m boven zeeniveau.

## Plaatsen in de nabije omgeving
De onderstaande figuur toont nabijgelegen plaatsen in een straal van 24 km rond Dumas.

## Geboren
- Jim Hines (1946-2023), sprinter